# Liste der Mitglieder der American Academy of Arts and Sciences/1786
Im Jahr 1786 wählte die American Academy of Arts and Sciences sechs Personen zu ihren Mitgliedern.

## Neugewählte Mitglieder
- James Bowdoin (1752–1811)
- Luigi Castiglioni (1757–1832)
- Jean Feron (–1833)
- John Jones Spooner (1757–1799)
- Samuel Vaughan (1720–1802)
- Nathaniel Wells (1740–1816)